# Philipp Langmann

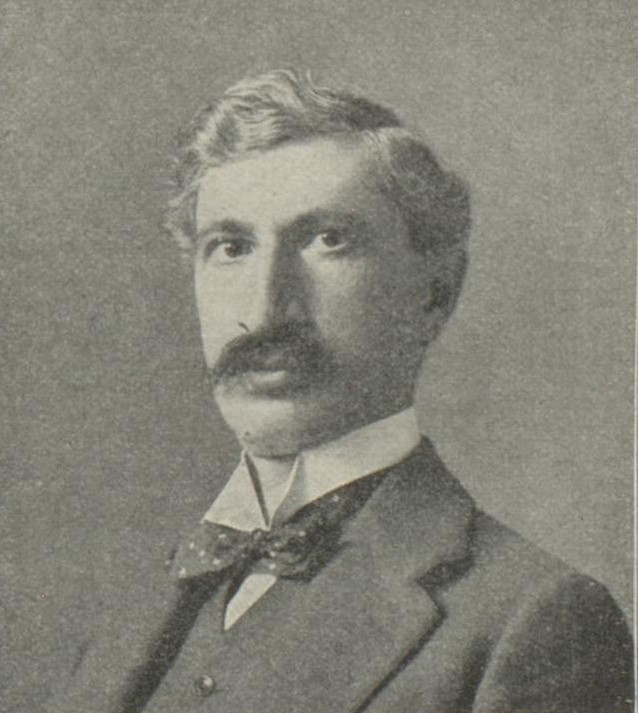
Philipp Langmann (Fotografie von Wenzl Weis, Wien, vor 1916)

Philipp Langmann (geboren 5. Februar 1862 in Brünn, Österreichisches Kaiserreich; gestorben 22. Mai 1931 in Wien) war ein österreichischer Schriftsteller.

## Leben
Philipp Langmann besuchte die Realschule in Brünn, studierte Chemische Technologie an der Deutschen Technischen Hochschule Brünn und war dort anschließend als Stipendiat beschäftigt. Er ging als Chemiker in die Privatindustrie und stieg 1890 zum Fabrikleiter auf. Von 1891 an war er Beamter der Arbeiter-Unfalls-Versicherungsgesellschaft in Brünn und betätigte sich nebenbei als Schriftsteller. Ab 1901 lebte er als freier Schriftsteller in Wien.
Langmann hatte nur 1897 mit seinem ersten Drama „Bartel Turaser“ Erfolg auf der Bühne, beim Publikum und bei der Kritik und das Stück wurde auch übersetzt, so von Mark Twain ins Englische. Langmann erhielt den Grillparzer-Preis. Die nächsten Jahre wurden aber seine Dramen abgelehnt, da Langmann weiterhin als Naturalist und damit als überholt galt. Er litt materielle Not, da es ihm nicht gelang, wenigstens wieder in einen Brotberuf einzusteigen.

## Werke (Auswahl)
- Realistische Erzählungen. Stuttgart: Cotta, 1895
- Leben und Musik. Roman. Stuttgart: Cotta, 1904
- Erlebnisse eines Wanderers. Erzählungen. Wien: Deutsch-Österreichischer Verlag, 1911

Novellen
- Arbeiterleben. Leipzig: Friedrich, 1893
- Ein junger Mann von 1895. Leipzig, 1895
- Verflogene Rufe.  Stuttgart: Cotta, 1899
- Wirkung der Frau. München: Georg Müller, 1908
- Der Akt Gerenus. Wien: Rikola, 1923
- Ein fremder Mensch. Wien: Rikola, 1923

Dramen
- Bartel Turaser. Leipzig: Friese, 1897
- Die vier Gewinner.  Stuttgart: Cotta, 1898
- Unser Tedaldo.  Stuttgart: Cotta, 1899
- Gertrud Antleß.  Stuttgart: Cotta, 1900
- Korporal Stöhr.  Stuttgart: Cotta, 1901
- Die Herzmaske.  Stuttgart: Cotta, 1902
- Gerwins Liebestod.  Stuttgart: Cotta, 1903
- Anna von Ridell. Berlin: S. Fischer, 1905
- Prinzessin von Trapezunt. München, 1909
- Statthalter von Seeland. Wien: Deutsch-Österreichischer Verlag, 1911